# كورينا كونستانتين
كورينا كونستانتين (بالرومانية: Oana Corina Constantin)‏ هي لاعبة جمباز رومانية، ولدت في 12 نوفمبر 1991 في كونستانتسا في رومانيا.

## وصلات خارجية
- كورينا كونستانتين على موقع الاتحاد الدولي للجمباز (licence) (الإنجليزية)
- كورينا كونستانتين على موقع الاتحاد الدولي للجمباز (biography) (الإنجليزية)